# Carlo Meluccio
Carlo Meluccio (La Spezia, 2 febbraio 1923 – Avellino, 15 marzo 2021) è stato un pittore e medico italiano.

## Biografia
Carlo Meluccio nasce a La Spezia nel 1923 da Carmine (ufficiale di Marina) e da Rosalinda Foce (maestra elementare). Con la prematura perdita del padre, nel 1930, a causa dell'affondamento del sommergibile "Veniero", si trasferisce, con la madre e i suoi fratelli (Carmine e Margherita), a Prata di Principato Ultra (AV).
Studia presso il Liceo Classico annesso al Convitto Nazionale "Pietro Colletta" di Avellino.  Dal 1940 al 1943 è cadetto presso la Regia Accademia Navale di Livorno. 
Per studiare medicina si trasferisce a Bologna, qui incontra Giorgio Morandi all'Accademia di belle arti. 
Nel 1950 consegue la laurea in Medicina e Chirurgia. 
Dal 1952 al 1958 lavora come medico presso una miniera all'Isola del Giglio, qui inizia la sua attività artistica, i suoi primi acquerelli ritraggono l'isola in un ambiente soffuso, uggioso, nebbioso e un po' metafisico.
Nel 1959 si trasferisce ad Orbetello ove continua le sue ricerche artistiche en plein-air. L'anno successivo è a New York, dove incontra la pittura di Arshile Gorky, di Willem de Kooning, di Mark Rothko e di Jackson Pollock.
A fine del 1960 torna al suo paese adottivo per svolgere la sua attività di medico lavorando alla "Clinica Montevergine" di Mercogliano (AV).

## Attività
Celebri sono i suoi paesaggi irpini e campani. Interessanti sono i suoi campi notturni, oltre ai paesaggi costieri, rare sono le sue nature morte.
Curiosi ed interessanti le sue stazioni, i suoi treni a vapore, le sue auto, tutti inseriti in cotesti uggiosi e nebbiosi.  
Carlo Meluccio si esprime con le tecniche del disegno, dei pastelli, dell'acquarello e dell'olio.

### Mostre personali
- 1964 Circolo della Stampa di Avellino
- 1965 Galleria d'arte "Macchi" di Pisa
- 1965 Galleria d'arte "La cornice" di Foggia
- 1972 Centro espositivo dell'Azienda Autonoma di Soggiorno e Turismo di Cava dei Tirreni (SA)
- 1973 Galleria d'arte "La Vernice"  di Bari
- 1974 Galleria d'arte "Macchi"  di Pisa
- 1975 Galleria d'arte "Minotauro" di La Spezia
- 1978 Galleria d'arte "San Carlo" di Milano
- 1980 Salon de Arte "Cantv" di Caracas (Venezuela)
- 1994 Istituto italiano di cultura di  Buenos Aires (Argentina)
- 1995 Salon de arte, Centro de Congresos per Exposiciones di Mendoza (Argentina)
- 1996 Museo municipal de Arte Moderna "Franklin" di S. Juao (Argentina)
- 1996 Museo municipal de Arte Moderna di Mendoza (Argentina)
- 1996 Carib Art Gallery di New York (Stati Uniti d'America)
- 2001 Forum UNESCO di Valencia (Spagna)
- 2001 Foyer del Teatro "Fenaroli" di Lanciano (CH)
- 2004 Foyer del Teatro "Fenaroli" di Lanciano (CH)
- 2004 Centro espositivo del Carcere Borbonico di Avellino
- 2009 Sala degli Alabardieri del palazzo comunale di Cremona
- 2010 Ceramica Artistica  "Solimene" di Vietri sul Mare (SA)
- 2011 - 2012 Galleria d'arte del Centro Culturale "L'Approdo" di Avellino
- 2014 Foyer del Teatro Comunale "Carlo Gesualdo"  di Avellino
- 2014 Galleria d'Arte "L'Entrepot" di Monaco Vecchia (Principato di Monaco)